# Jonathan Lobert
Jonathan Lobert, född den 30 april 1985 i Metz i Frankrike, är en fransk seglare.
Han tog OS-brons i finnjolle i samband med de olympiska seglingstävlingarna 2012 i London.